# Imacara
Imacara fue una antigua ciudad de Sicilia.
Los testimonios más tempranos sobre la ciudad pertenecen al periodo clásico. Se conserva un caduceo de bronce del siglo V a. C. donde figura inscrito «Sello de los imacareos» y monedas de plata del siglo IV a. C. con la leyenda «ΙΜΑΧΑΡΑΙΩΝ».
Sus habitantes, los imacarenses, son mencionados por Plinio el Viejo entre los pueblos del interior de Sicilia. La ciudad es citada también por Claudio Ptolomeo y por Cicerón.
Se desconoce su localización exacta, aunque se ha sugerido que podría estar en las proximidades de Vaccarra di Nicosia, de Nissoria (donde fue hallado el caduceo) o de Mendolito.